# Salmophasia belachi
Salmophasia belachi is een straalvinnige vissensoort uit de familie van de eigenlijke karpers (Cyprinidae). De wetenschappelijke naam van de soort is voor het eerst geldig gepubliceerd in 1999 door Jayaraj, Krishna Rao, Ravichandra Reddy, Shakuntala & Devaraj.